# روب بليك
روب بليك هو لاعب هوكي الجليد كندي، ولد في 10 ديسمبر 1969 في سيمكو ‏ في كندا.

## وصلات خارجية
- روب بليك على موقع دوري الهوكي الوطني (الإنجليزية)
- روب بليك على موقع قاعة مشاهير الهوكي (لاعب أن.إتش.أل) (الإنجليزية)
- روب بليك على موقع EliteProspects.com (الإنجليزية)
- روب بليك على موقع HockeyDB.com (الإنجليزية)
- روب بليك على موقع Hockey-Reference.com (الإنجليزية)
- روب بليك على موقع اللجنة الأولمبية الدولية (الإنجليزية)
- روب بليك على موقع أوليمبيديا (الإنجليزية)
- روب بليك على موقع اللجنة الأولمبية الكندية (الإنجليزية)
- روب بليك على موقع إن إن دي بي (الإنجليزية)